# Natação no Campeonato Mundial de Esportes Aquáticos de 2011 - 800 m livre feminino
A prova dos 800 metros livre feminino da natação no Campeonato Mundial de Esportes Aquáticos de 2011 ocorreu entre os dias 29 de julho e 30 de julho no Shanghai Oriental Sports Center  em Xangai.

## Recordes
Antes desta competição, os recordes mundiais e do campeonato nesta prova eram os seguintes:
| Tipo                  | Atleta            | Tempo   | Local  | Data                 |
| --------------------- | ----------------- | ------- | ------ | -------------------- |
|                       | Rebecca Adlington | 8:14.10 | Pequim | 16 de agosto de 2008 |
| Recorde do campeonato | Lotte Friis       | 8:15.92 | Roma   | 1 de agosto de 2009  |

## Medalhistas
| Ouro                    | Prata             | Bronze             |
| Rebecca Adlington (GBR) | Lotte Friis (DEN) | Kate Ziegler (USA) |

## Resultados

### Eliminatórias
34 nadadoras de 28 nações participaram da prova, As 8  melhores competidoras se classificaram para a final.
| Pos. | Bateria | Raia | Nadadora                 | Nacionalidade      | Tempo   | Notas            |
| ---- | ------- | ---- | ------------------------ | ------------------ | ------- | ---------------- |
| 1    | 5       | 4    | Rebecca Adlington        | Reino Unido        | 8:22.27 | Q                |
| 2    | 5       | 5    | Lotte Friis              | Dinamarca          | 8:23.07 | Q                |
| 3    | 3       | 5    | Chloe Sutton             | Estados Unidos     | 8:27.72 | Q                |
| 4    | 4       | 4    | Kate Ziegler             | Estados Unidos     | 8:28.28 | Q                |
| 5    | 3       | 4    | Katie Goldman            | Austrália          | 8:28.35 | Q                |
| 6    | 3       | 7    | Boglárka Kapás           | Hungria            | 8:28.40 | Q                |
| 7    | 5       | 1    | Lauren Boyle             | Nova Zelândia      | 8:28.50 | Q,               |
| 8    | 3       | 6    | Wendy Trott              | África do Sul      | 8:28.75 | Q                |
| 9    | 3       | 2    | Kristel Köbrich          | Chile              | 8:28.76 |                  |
| 10   | 4       | 5    | Shao Yiwen               | China              | 8:29.05 |                  |
| 11   | 5       | 2    | Erika Villaécija García  | Espanha            | 8:29.13 |                  |
| 12   | 5       | 7    | Éva Risztov              | Hungria            | 8:29.16 |                  |
| 13   | 4       | 7    | Melissa Gorman           | Austrália          | 8:30.00 |                  |
| 14   | 4       | 6    | Camelia Potec            | Roménia            | 8:32.35 |                  |
| 15   | 4       | 1    | Andreina Pinto           | Venezuela          | 8:33.62 |                  |
| 16   | 5       | 6    | Jazmin Carlin            | Reino Unido        | 8:34.33 |                  |
| 17   | 3       | 3    | Gráinne Murphy           | Irlanda            | 8:35.17 |                  |
| 18   | 4       | 8    | Savannah King            | Canadá             | 8:41.93 |                  |
| 19   | 5       | 3    | Chen Qian                | China              | 8:42.15 |                  |
| 20   | 2       | 4    | Patricia Castañeda       | México             | 8:42.65 |                  |
| 21   | 3       | 8    | Nina Dittrich            | Áustria            | 8:43.89 |                  |
| 22   | 5       | 8    | Cecilia Biagioli         | Argentina          | 8:44.01 |                  |
| 23   | 2       | 5    | Spela Bohinc             | Eslovênia          | 8:45.86 |                  |
| 24   | 2       | 2    | Julia Hassler            | Liechtenstein      | 8:46.00 | Recorde nacional |
| 25   | 3       | 1    | Marianna Lymperta        | Grécia             | 8:51.93 |                  |
| 26   | 2       | 6    | Cai Lin Khoo             | Malásia            | 8:57.17 |                  |
| 27   | 2       | 3    | Alexia Benitez           | El Salvador        | 9:00.04 |                  |
| 28   | 1       | 6    | Samantha Arevalo         | Equador            | 9:00.96 |                  |
| 29   | 1       | 5    | Shahd Osman              | Egito              | 9:01.84 |                  |
| 30   | 1       | 4    | Daniela Kaori Miyahara   | Peru               | 9:02.28 | Recorde nacional |
| 31   | 2       | 7    | Benjaporn Sriphanomthorn | Tailândia          | 9:08.40 |                  |
| 32   | 1       | 3    | Simona Marinova          | Macedônia do Norte | 9:12.47 |                  |
| –    | 4       | 2    | Mireia Belmonte García   | Espanha            |         | DNS              |
| –    | 4       | 3    | Federica Pellegrini      | Itália             |         | DNS              |

### Final
Estes são os resultados da final.
| Pos.              | Raia | Nadadora          | Nacionalidade  | Tempo   | Notas            |
| ----------------- | ---- | ----------------- | -------------- | ------- | ---------------- |
| Medalha de ouro   | 4    | Rebecca Adlington | Reino Unido    | 8:17.51 |                  |
| Medalha de prata  | 5    | Lotte Friis       | Dinamarca      | 8:18.20 |                  |
| Medalha de bronze | 6    | Kate Ziegler      | Estados Unidos | 8:23.36 |                  |
| 4                 | 3    | Chloe Sutton      | Estados Unidos | 8:24.05 |                  |
| 5                 | 7    | Boglárka Kapás    | Hungria        | 8:24.79 | Recorde nacional |
| 6                 | 2    | Katie Goldman     | Austrália      | 8:29.20 |                  |
| 7                 | 8    | Wendy Trott       | África do Sul  | 8:30.45 |                  |
| 8                 | 1    | Lauren Boyle      | Nova Zelândia  | 8:32.72 |                  |

Legenda
| Recorde mundial       | Recorde mundial (World record)               |                       | Recorde africano                      | Recorde africano (African) |                                           | Q | Classificado por posição (Qualified) |
| Recorde do campeonato | Recorde do campeonato (Championship record)  | Recorde da América    | Recorde da América (Americas)         | q                          | Classificado por melhor tempo (Qualified) |   |                                      |
| Melhor marca do ano   | Melhor marca do ano (World leading)          | Recorde asiático      | Recorde asiático (Asian)              | DNS                        | Não largou (Did not start)                |   |                                      |
| Recorde nacional      | Recorde nacional (National record)           | Recorde europeu       | Recorde europeu (European)            | DNF                        | Não terminou (Did not finish)             |   |                                      |
| Recorde pessoal       | Recorde pessoal do atleta (Personal best)    | Recorde da Oceania    | Recorde da Oceania (Oceania)          | DSQ / DQ                   | Desclassificado (Disqualified)            |   |                                      |
| Recorde da temporada  | Recorde da temporada do atleta (Season best) | Recorde sul-americano | Recorde sul-americano (South America) | NM                         | Sem marca (No mark)                       |   |                                      |